# Cephalaria natalensis
Cephalaria natalensis là một loài thực vật có hoa trong họ Kim ngân. Loài này được Kuntze mô tả khoa học đầu tiên năm 1898.